# Tipton (Pennsylvania)
Tipton ist ein als Census-designated place eingestufter Ort mit 826 Einwohnern (Zensus 2020) im Blair County im US-Bundesstaat Pennsylvania.

## Infrastruktur
An der früheren Hauptlinie (Mainline) der Pennsylvania Railroad, heute die Bahnstrecke Pittsburgh–Harrisburg der Norfolk Southern Railway, war Tipton ein Halt zwischen Tyrone und Altoona.

## Sehenswürdigkeiten
Seit 1907 befindet sich im Ort ein 32 Hektar großer Freizeitpark DelGrosso's Amusement Park.